# Mary-Lou van Stenis
 (janvier 2019).
Mary-Lou van Stenis, née le 13 septembre 1963 à Flardingue, est une actrice néerlandaise.

## Filmographie

### Téléfilms
- 1989-1991 : Spijkerhoek (nl): Patty Starrenburg
- 1991-1994 : Vrienden voor het leven (nl) : Ellen Veenstra-van den Berg
- 1995 : Bureau Kruislaan (nl) : Anna Geerigs
- 1998 : Zeeuws meisje (nl) : Sexbom
- 1998 : SamSam (nl) : Lianne
- 2000 : EastEnders : Dame dans la Jeep
- 2000-2002 : Verkeerd Verbonden (nl) : Ilse de Swaan
- 2002 : Trauma 24/7 (nl) : Irma van der Weijden
- 2007 : Sinterklaasjournaal (nl) : Juf van de Pietendiploma's
- 2008 : Keyzer & De Boer Advocaten : Hilde de Vries
- 2008 : Spoorloos verdwenen (nl) : Sonja van Moersel
- 2008-2010 : We gaan nog niet naar huis (nl) : Laura
- 2010 : Verborgen Verhalen (nl) : La maman
- 2011 : Goede tijden, slechte tijden : Tanya Dupont
- 2013 : Flikken Maastricht : Gerda de Rooij / Docteur Van Wijck
- 2014 : Moordvrouw : Danielle van Olst
- 2014 : Dokter Tinus : Docteur Edith van Zuylen

### Cinéma
- 1989 : Kunst en Vliegwerk : La réceptionniste de l'hôtel
- 2001 : De Vriendschap (nl) : Nelly
- 2007 : Dennis P. (nl) : Els
- 2016 : Fataal (nl) : La juge